# Arkéa-B&B Hotels (mannenwielerploeg)/2025
Deze pagina geeft een overzicht van de Arkéa-B&B Hotels-wielerploeg in 2025.

## Algemene gegevens
Teammanager: Emmanuel Hubert
Ploegleiders: Maxime Bouet, Leonard Cosnier, Arnaud Gérard, Sébastien Hinault, Gael Le Bellec, Grégoire Le Calvé, Yvon Ledanois, Mickaël Leveau, Frederic Ostian, Laurent Pichon, Kévin Rinaldi, Didier Rous, Roger Trehin

Fietsmerk: Bianchi
Kleding: EKOÏ

## Renners
| Naam                    | Geboortedatum | Nationaliteit | Ploeg 2024                      |
| ----------------------- | ------------- | ------------- | ------------------------------- |
| Jenthe Biermans         | 30-10-1995    | België        |                                 |
| Amaury Capiot           | 25-06-1993    | België        |                                 |
| Ewen Costiou            | 10-11-2002    | Frankrijk     |                                 |
| Anthony Delaplace       | 11-09-1989    | Frankrijk     |                                 |
| Arnaud Démare           | 26-08-1991    | Frankrijk     |                                 |
| Giosuè Epis             | 04-03-2002    | Italië        | Arkéa - B&B Hôtels Continentale |
| Raúl García Pierna      | 23-02-2001    | Spanje        |                                 |
| Élie Gesbert            | 01-07-1995    | Frankrijk     |                                 |
| Donavan Grondin         | 26-09-2000    | Frankrijk     |                                 |
| Thibault Guernalec      | 31-07-1997    | Frankrijk     |                                 |
| Victor Guernalec        | 16-03-2000    | Frankrijk     | Bourg-en-Bresse Ain Cyclisme    |
| Simon Guglielmi         | 01-07-1997    | Frankrijk     |                                 |
| Laurens Huys            | 24-09-1998    | België        |                                 |
| Mathis Le Berre         | 16-04-2001    | Frankrijk     |                                 |
| Léandre Lozouet         | 03-09-2004    | Frankrijk     | Arkéa - B&B Hôtels Continentale |
| Luca Mozzato            | 15-02-1998    | Italië        |                                 |
| Michel Ries             | 11-03-1998    | Luxemburg     |                                 |
| Cristián Rodríguez      | 03-03-1995    | Spanje        |                                 |
| Louis Roeland           | 21-10-2002    | Frankrijk     | Arkéa-B&B Hôtels Continentale   |
| Miles Scotson           | 18-01-1994    | Australië     |                                 |
| Florian Sénéchal        | 10-07-1993    | Frankrijk     |                                 |
| Embret Svestad-Bårdseng | 01-09-2002    | Noorwegen     | Arkéa-B&B Hôtels Continentale   |
| Pierre Thierry          | 31-05-2003    | Frankrijk     |                                 |
| Martin Tjøtta           | 27-01-2001    | Noorwegen     | Arkéa-B&B Hôtels Continentale   |
| Kévin Vauquelin         | 26-04-2001    | Frankrijk     |                                 |
| Clément Venturini       | 16-10-1993    | Frankrijk     |                                 |
| Alessandro Verre        | 17-11-2001    | Italië        |                                 |

### Stagiairs
Per 1 augustus 2025
| Naam            | Geboortedatum | Nationaliteit | Vorige ploeg                      |
| --------------- | ------------- | ------------- | --------------------------------- |
| Camille Charret | 3-07-2006     | Frankrijk     | Vélo Club Villefranche Beaujolais |

### Vertrokken
| Naam                | Geboortedatum | Nationaliteit       | Ploeg 2025                            |
| ------------------- | ------------- | ------------------- | ------------------------------------- |
| Vincenzo Albanese   | 12-11-1996    | Italië              | EF Education-EasyPost                 |
| Louis Barré         | 06-04-2000    | Frankrijk           | Intermarché-Wanty                     |
| Clément Champoussin | 29-05-1998    | Frankrijk           | XDS Astana Team                       |
| David Dekker        | 02-02-1998    | Nederland           | Euskaltel-Euskadi                     |
| Kévin Ledanois      | 13-07-1993    | Frankrijk           | Gestopt                               |
| Matis Louvel        | 19-07-1999    | Frankrijk           | Israel-Premier Tech                   |
| Daniel McLay        | 03-01-1992    | Verenigd Koninkrijk | Team Visma-Lease a Bike               |
| Łukasz Owsian       | 24-02-1990    | Polen               | Mazowsze Serce Polski                 |
| Alan Riou           | 02-04-1997    | Frankrijk           | St Michel - Preference Home - Auber93 |

## Overwinningen

### Veldrijden
| Franse kampioenschappen veldrijden: Clément Venturini |

### Wegwielrennen
| Ster van Bessèges 4e etappe: Kévin Vauquelin 5e etappe: Kévin Vauquelin Eindklassement: Kévin Vauquelin Puntenklassement: Kévin Vauquelin Ronde van de Provence Jongerenklassement: Raúl García Pierna Région Pays de la Loire Tour 2e etappe: Victor Guernalec 4e etappe: Kévin Vauquelin Eindklassement: Kévin Vauquelin Mercan'Tour Classic Alpes-Maritimes Cristian Rodríguez Route d'Occitanie 1e etappe (ITT): Raúl García Pierna | Ronde van Zwitserland Jongerenklassement: Kévin Vauquelin |  |

Alpecin-Deceuninck · Arkéa-B&B Hotels · Bahrain Victorious · Cofidis · Decathlon AG2R La Mondiale Team · EF Education-EasyPost · Groupama-FDJ · INEOS Grenadiers · Intermarché-Wanty · Lidl-Trek · Movistar Team · Red Bull-BORA-hansgrohe · Soudal Quick-Step · Jayco AlUla · Team Picnic PostNL · UAE Team Emirates-XRG · Visma-Lease a Bike · XDS Astana Team
Mannen: 2005 · 2006 · 2007 · 2008 · 2009 · 2010 · 2011 · 2012 · 2013 · 2014 · 2015 · 2016 · 2017 · 2018 · 2019 · 2020 · 2021 · 2022 · 2023 · 2024 · 2025
Vrouwen: 2020 · 2021 · 2022 · 2023 · 2024 · 2025